# Corallocarpus conocarpus
Corallocarpus conocarpus là một loài thực vật có hoa trong họ Cucurbitaceae. Loài này được (Dalzell & Gibs) C.B.Clarke mô tả khoa học đầu tiên năm 1879.